# نظام الأنواع
نظام الأنواع (بالإنكليزية Type system) يربط كل قيمة محسوبة بنوع. يحاول نظام الأنواع أن يتأكد من عدم حدوث أي أخطاء نوعية، وذلك من خلال دراسة تدفق تلك القيم. بطبيعة الحال، فإن نظام الأنواع نفسه هو الذي يحدد ماهية الأخطاء النوعية ومتى يعتبر خطأ ما نوعيا، ولكن الهدف بشكل عام هو تجنب الحالات التي تتوقع فيها عمليةٌ ما قيمةً ذات طبيعة معينة فتُشغَّل العملية بقيم لا معنى لها في ذلك السياق (الأخطاء المنطقية)، بالإضافة إلى تجنب أخطاء الذاكرة.